# Akreditiv
Akreditiv ili dokumentarni akreditiv je jedan od najsigurnijih (zbog toga i najviše upotrebljavanih) instrumenata plaćanja u međunarodnim razmjerima, a posebice u vanjskotrgovinskoj razmjeni. Plaćanja dokumentarnim akreditivom smatraju se sigurnim i prihvatljivim za sudionike u platnom prometu jer pružaju zaštitu interesa i kupcu i prodavaču, veću nego drugi instrumenti plaćanja.

## Načelo naplate akreditivom
Kao i bilo koji drugi instrument plaćanja akreditiv se najprije treba dogovoriti i naznačiti u ugovoru kao sredstvo osiguranja i plaćanja. Osobe koje se pojavljuju u ovom poslu su kupac, banka i prodavač. Kupac prije izvršenja ugovora stavlja na raspolaganje svojoj banci ugovoreni iznos novca i daje nalog za otvaranje akreditiva u korist svog poslovnog partnera, prodavača. Poslije otvaranja akreditiva banka kupca dostavlja prodavaču, isporučitelju robe, izvozniku ili njegovoj poslovnoj banci obavijest o otvaranju akreditiva, što ujedno znači da će sredstva iz akreditiva staviti na raspolaganje prodavaču pošto ispuni svoje ugovorom preuzete obveze, tj. isporuči robu i dostavi dokumente.

## Vrste akreditiva
- osobni akreditiv
- kreditno pismo
- permanentni akreditiv
- budžetski akreditiv